# Augochlora neivai
Augochlora neivai är en biart som först beskrevs av Jesus Santiago Moure 1940.  Augochlora neivai ingår i släktet Augochlora och familjen vägbin. Inga underarter finns listade.